# Justin Fields
Pour les articles homonymes, voir Fields.
(en) Statistiques sur pro-football-reference
Justin Skyler Fields, né le 5 mars 1999 à Kennesaw, est un sportif professionnel américain de football américain jouant au poste de quarterback dans la National Football League (NFL) depuis la saison 2021 et pour la franchise des Jets de New York depuis la saison 2025.
Ayant d'abord commencé au niveau universitaire chez les Bulldogs de la Géorgie en 2018, il change d'université l'année suivante et rejoint les Buckeyes d'Ohio State. Malgré un exceptionnel bilan au niveau universitaire avec deux saisons régulières terminées sans aucune défaite à son actif, le finaliste du trophée Heisman 2020 ne fait pas l'unanimité en amont de la draft 2021 de la NFL,. Il est finalement sélectionné par les Bears de Chicago qui ont effectué un échange pour pouvoir le choisir. Après trois saisons à Chicago, Fields rejoint les Steelers de Pittsburgh en 2024 et les Jets dès 2025.

## Biographie

### Jeunesse
Né à Kennesaw en Georgie, Justin fréquente le lycée Harrison où il joue au football américain.
En deux ans comme quaterback titulaire au lycée Harrison, il a totalisé 4 187 yards et 41 touchdowns. Au cours de l’été précédant sa dernière année en 2017, il a participé à la compétition de quarterback Elite 11 et a été nommé meilleur joueur de l’événement. À la fin de sa dernière année, lors d'un match télévisé à l’échelle nationale sur ESPN, il subit une fracture du doigt qui nécessite une intervention chirurgicale mettant fin à sa saison. Après sa saison senior, il a été nommé Mr. Georgia Football par le Touchdown Club d’Atlanta. En plus du football américain, il a aussi jouer au baseball à un très bon niveau.
Fields est classé comme une recrue cinq étoiles et est le quaterback le mieux classé de l'année 2018 par ESPN, Rivals.com et 247Sports.com. ESPN le classe au premier rang au classement général, tandis que Rivals et 247Sports le classe au deuxième rang derrière Trevor Lawrence.
En octobre 2017, il s’engage auprès de l’université de Géorgie pour jouer au football américain après avoir retiré son engagement verbal envers l'université d'État de Pennsylvanie. Sa dernière année a été documentée dans la deuxième saison de la série diffusée sur Netflix QB1 : Au-delà des lumières.

### Carrière universitaire

#### Géorgie
Durant sa première saison en Georgie, Fields sert de remplaçant au quarterback débutant Jake Fromm. C'est lors du match contre Austin Peay qu'il fait ses débuts dans le deuxième quart-temps. Il a effectué sept des huit passes de la journée, dont une passe de 10 yards à Isaac Nauta dans la victoire de 45 à 0. Le 29 septembre, face au Tennessee, il marque deux touchdowns à la course dans la victoire de 38 à 12. Au cours de la saison 2018, Fields a participé à 12 matchs, totalisant 594 yards et 8 touchdowns, que ce soit au moyen de la passe ou de la course. 
Après la défaite de son équipe face à l'université de l'Alabama lors du match de championnat de la Southeastern Conference, Fields annonce son intention de se faire transférer à l'université d'État de l'Ohio.

#### Ohio State

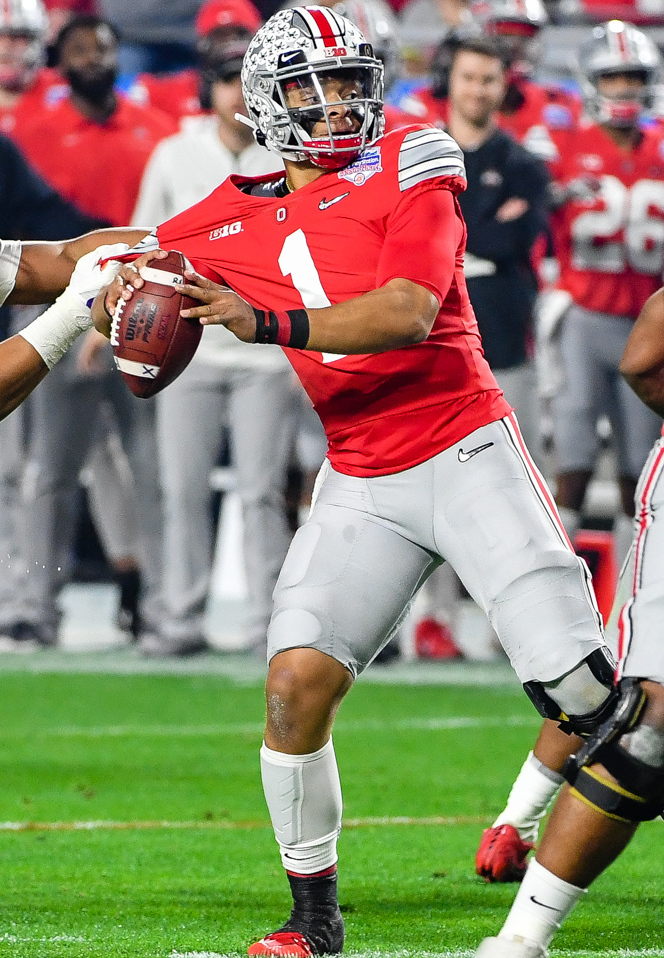
Justin Fields en 2019.

Fields, qui doit normalement attendre un an avant de jouer en raison des règles sur les transferts de la NCAA, demande une dérogation pour pouvoir jouer immédiatement pour Ohio State. Lui et sa famille ont demandé l’aide de l’avocat Thomas Mars, qui a aidé à obtenir l’admissibilité immédiate à plusieurs transferts d'Ole Miss en 2018, y compris le quaterback Shea Patterson. 
Mars et Fields font valoir qu'il devrait se voir accorder une dérogation pour l’admissibilité immédiate en raison d'une règle de la NCAA qui supprime la période d’attente pour les athlètes avec « des circonstances atténuantes documentées qui échappent au contrôle de l'étudiant-athlète et ont une incidence directe sur la santé, la sécurité et le bien-être de l’étudiant-athlète ». Fields a fait l’objet d’un incident à l'université de Géorgie dans lequel un joueur de baseball des Bulldogs aurait utilisé une insulte raciste contre lui. On croyait qu’il s’agissait du principal incident constituant la demande de Fields de « circonstances atténuantes », bien que le contenu complet de la demande de renonciation n’ait jamais été rendu public. Le 8 février 2019, la NCAA a accordé à Fields l’admissibilité immédiate pour la saison 2019.
Lors de sa première saison avec les Buckeyes, il aide à mener l’équipe au match de championnat de Big Ten avec une victoire de 34 à 21 contre les Badgers du Wisconsin et se qualifie pour le College Football Playoff. Fields termine à la troisième place dans les votes pour le trophée Heisman du meilleur joueur universitaire de football américain et est nommé joueur offensif de l'année de la conférence Big Ten. Lors du Fiesta Bowl contre les Tigers de Clemson, il a lancé pour 320 yards, marqué un touchdown et deux interceptions dans la défaite de 29 à 23 lors de la demi-finale du College Football Playoff. Il termine la saison avec 3 273 yards, 41 touchdowns contre 3 interceptions.
Fields commence la saison 2020 comme le candidat favori pour l'obtention du trophée Heisman. La saison est jouée en plein milieu de la pandémie de Covid-19 qui sévit dans le monde et la conférence Big Ten décide finalement d'écourter la saison après l'avoir initialement annulé. Pour sauver la saison de Big Ten, Fields a lancé une pétition en ligne qui a recueilli plus de 320 000 signatures.
Il aide à mener les Buckeyes à une autre saison régulière invaincue et au match de championnat de Big Ten avec une victoire de 22 à 10 contre les Wildcats de Northwestern. Ohio State est qualifié au College Football Playoff et joue un match-revanche durant le Sugar Bowl contre Clemson. Le match tourne à l'avantage d'Ohio State qui remporte le match 49 à 28, Fields terminant avec 385 yards à la passe et six touchdowns. Durant le match, il prend un coup dur au niveau des côtes, mais joue malgré sa blessure lors d'une performance que Sports Illustrated qualifie de « légendaire ». Les Buckeyes jouent le match de championnat national, où ils perdent contre les Crimson Tide de l'Alabama 52 à 24. Durant cette courte saison où il a lancé pour 2 100 yards, 22 touchdowns contre six interceptions en plus d'ajouter 383 yards et 5 touchdowns par la course, il est réélu joueur offensif de l'année dans la Big Ten.
Le 18 janvier 2021, il annonce officiellement qu'il renonce à jouer une dernière saison universitaire pour se présenter à la draft 2021 de la National Football League (NFL).

### Carrière professionnelle

#### Draft
Considéré comme le deuxième meilleur quarterback disponible après Trevor Lawrence, Fields est finalement sélectionné en 11e choix global lors du premier tour de la draft 2021 par la franchise des Bears de Chicago. Ceux-ci ont obtenu ce choix à la suite d'un échange avec les Giants de New York contre leur 20e choix et leur choix de cinquième tour de la draft 2021 ainsi que leurs choix de premier et de quatrième tour de la draft 2022. Il est le quatrième quarterback sélectionné cette année-là après Trevor Lawrence, Zach Wilson et Trey Lance.

#### Bears de Chicago
Fields signe le 10 juin 2021 son contrat rookie de 4 ans pour un montant de 18,8 millions de dollars garantis avec les Bears.

#### Steelers de Pittsburgh
Le 16 mars 2024, Fields est échangé aux Steelers de Pittsburgh contre un choix conditionnel de sixième tour de la draft 2025 qui serait transformé en choix de quatrième tour si Fields joue 51 % des snaps de son équipe (cette clause n'a pas été activée Fields n'ayant pas joué autant de snaps pour les Steelers),. Les Steelers n'activent pas la clause de 5e année du contrat rookie de Fields, celui-ci devenant dès lors agent libre dès la fin de saison 2024.
Les Brears désignent Fields en tant que remplaçant du titulaire Russell Wilson pour débuter la saison mais celui-ci se blesse à l'entraînement. Fields est titularisé pour le premier match de la saison contre les Falcons. Il réussit 17 de ses 23 passes tentées pour un gain total de 156 yards mais n'inscit pas de touchdown. Il gagne également 57 yards à la course et les Bears remportent le match 18 à 10. Il remporte les deux matchs suivants ce qui ne lui était jamais arrivé au niveau professionnel. Il joue encore deux matchs (2 défaites) avant de céder sa place dès la 6e semaine à Russell Wilson guéri de sa blessure. Fields joue encore occasionnellement lors d'actions spéciales au cours des matchs suivants et termine sa saison une réussit de  65% à la passe, gagnant un total de 1 106 yards, 10 touchdowns (5 à la passe et 5 à la course) pour une seule interception. Il a participé à 10 matchs dont 6 en tant que titulaire.
Lors du match de wild card perdu 14 à 28 contre les Ravens, il apparaît brièvement lors de deux snaps, passant le ballon à Jaylen Warren (en) sur une option de passe et effectuant une passe incomplète destinée à Darnell Washington (en).

#### Jets de New York
Agent libre, Fields signe le 11 mars 2025 un contrat de deux ans pour un montant de 40 millions de dollars avec les Jets de New York,,.

## Statistiques

### Universitaires
| Année  | Équipe     | Statut | MJ |         | Passes   | Passes | Passes | Passes | Passes | Passes | Passes  |       | Courses | Courses | Courses | Courses |
| Année  | Équipe     | Statut | MJ | Tentées | Réussies | Pct.   | Yards  | TD     | Int.   | Éval.  | Tentées | Yards | Moy.    | TD      |         |         |
| 2018   | Géorgie    | Fr     | 12 | 39      | 27       | 69,2   | 328    | 4      | 0      | 173,7  | 42      | 266   | 6,3     | 4       |         |         |
| 2019   | Ohio State | So     | 14 | 354     | 238      | 67,2   | 3 273  | 41     | 3      | 181,4  | 137     | 484   | 3,5     | 10      |         |         |
| 2020   | Ohio State | Jr     | 8  | 225     | 158      | 70,2   | 2 100  | 22     | 6      | 175,6  | 81      | 383   | 4,7     | 5       |         |         |
| Totaux | Totaux     | Totaux | 34 | 618     | 423      | 68,4   | 5 701  | 67     | 9      | 178,8  | 260     | 1 133 | 4,4     | 19      |         |         |

### Professionnelles
| Année      | Équipe                 | MJ |         | Passes   | Passes | Passes | Passes | Passes | Passes | Passes  |       | Courses | Courses | Courses | Courses |     | Sacks  | Sacks |  | Fumbles | Fumbles |
| Année      | Équipe                 | MJ | Tentées | Réussies | Pct.   | Yards  | TD     | Int.   | Éval.  | Tentées | Yards | Moy.    | TD      | Nb.     | Yards   | Nb. | Perdus |       |  |         |         |
| 2021       | Bears de Chicago       | 12 | 270     | 159      | 58,9   | 1 870  | 07     | 10     | 73,2   | 072     | 0 420 | 5,8     | 2       | 36      | 264     | 12  | 5      |       |  |         |         |
| 2022       | Bears de Chicago       | 15 | 318     | 192      | 60,4   | 2 242  | 17     | 11     | 85,2   | 160     | 1 143 | 7,1     | 8       | 55      | 359     | 16  | 2      |       |  |         |         |
| 2023       | Bears de Chicago       | 13 | 370     | 227      | 61,4   | 2 562  | 16     | 09     | 86,3   | 124     | 0 657 | 5,3     | 4       | 44      | 285     | 10  | 4      |       |  |         |         |
| 2024       | Steelers de Pittsburgh | 10 | 161     | 106      | 65,8   | 1 106  | 05     | 01     | 93,3   | 062     | 0 289 | 4,7     | 5       | 16      | 124     | 06  | 1      |       |  |         |         |
| Totaux NFL | Totaux NFL             | 50 | 1119    | 684      | 61,1   | 7 780  | 45     | 31     | 83,9   | 418     | 2 509 | 6,0     | 19      | 151     | 1032    | 44  | 12     |       |  |         |         |

| Année | Équipe                 | MJ |         | Passes   | Passes | Passes | Passes | Passes | Passes | Passes  |       | Courses | Courses | Courses | Courses |     | Sacks  | Sacks |  | Fumbles | Fumbles |
| Année | Équipe                 | MJ | Tentées | Réussies | Pct.   | Yards  | TD     | Int.   | Éval.  | Tentées | Yards | Moy.    | TD      | Nb.     | Yards   | Nb. | Perdus |       |  |         |         |
| 2024  | Steelers de Pittsburgh | 1  | 1       | 0        | 0,0    | 0      | 0      | 0      | 39,6   | 0       | 0     | 0,0     | 0       | 0       | 0       | 0   | 0      |       |  |         |         |

## Vie privée
Fields a deux sœurs, Jaiden et Jessica. Jaiden joue au baseball à l'université de Géorgie et Jessica joue au basket-ball. 
Fields souffre d'épilepsie depuis son adolescence. Son état est rendu public lors de ses entrevues préliminaires avec les équipes de la NFL avant la draft de 2021.